# Gérard Lefranc
Gérard Lefranc (ur. 7 maja 1935 w Calais, zm. 23 czerwca 2025) – francuski szpadzista, czterokrotny medalista mistrzostw świata.
Podczas mistrzostw świata w Filadelfii w 1958 roku Francuzi w składzie: Daniel Dagallier, Jacques Guittet, Maurice Huet, Gérard Lefranc, Armand Mouyal i René Queyroux wywalczyli brązowy medal w szpadzie drużynowej. W tej samej konkurencji zdobył następnie złoty medal na mistrzostwach świata w Buenos Aires (1962), srebrny na mistrzostwach świata w Turynie (1961) oraz kolejny brązowy na mistrzostwach świata w Budapeszcie (1959).
Na igrzyskach olimpijskich w Rzymie w 1960 roku wraz z kolegami z reprezentacji zajął dziewiąte miejsce w szpadzie drużynowej. Był to jego jedyny start olimpijski.